# Bürgermeisterei Unterniedergeburth

Die einzelnen Sectionen der Katastergemeinde Neuwerk. Politisch gehörte die Section E-Uedding zur Bürgermeisterei Oberniedergeburth

Die Bürgermeisterei Unterniedergeburth (selten auch Unterniedergeburt) war eine Bürgermeisterei, die 1798 im nordöstlichen Teil des Gladbacher Kirchspiels gegründet wurde und die 1836 in der Bürgermeisterei Neuwerk, heute Stadtteil von Mönchengladbach, aufging.

## Geschichte
Die Bürgermeisterei Unterniedergeburth wurde am 23. Januar 1798 im Canton Gladbach aus einem Teil des durch die französische Besatzung zerschlagenen Unteramtes Gladbach gegründet.
Bereits am 15. Juni 1798 wurde der Canton Gladbach aufgelöst und der Canton Neersen im Arrondissement Krefeld im Roer-Departement gegründet, dem Unterniedergeburth von nun an angehörte.
Als Gemeinde mit einer Einwohnerzahl unter 5.000 wurde sie von einem Munizipalagenten geleitet, erst am 26. Mai 1800 wurde Unterniedergeburth nach dem Wegfall des Munizipalsystems offiziell zur Mairie.
Nach dem Ende der französischen Herrschaft fiel die Bürgermeisterei im Zuge des Wiener Kongresses am 30. September 1814 als Teil der Rheinprovinz an Preußen und seit 1816 gehörte sie dem neu gegründeten Kreis Gladbach an.
Im Zuge einer Gebietsreform ging die Bürgermeisterei Unterniedergeburth zum 1. Januar 1836 in der neu gegründeten Bürgermeisterei Neuwerk, die um die Honschaft Uedding und Teile der Honschaften Lürrip und Eicken vergrößert wurde, auf.
Bürgermeister von Unterniedergeburth waren
- Clemens Dapper
- Matthias Bleeck
- Jacob Bongartz
- Johann Peter Boelling
- Clemens Dapper
- Phillip Kothen
- Johann Peter Mörschel
- Jakob Kühnhaus

## Gliederung
Die Bürgermeisterei Unterniedergeburth umfasste das Kirchdorf Neuwerk sowie die Bauerschaften Damm, Donk, Hoven und Bettrath. Nach der Gebietsneuordnung vom 1. Januar 1836 wurden auch Engelbleck und Dünn als eigene Bauerschaften geführt.

## Name
Der Name Unterniedergeburth leitet sich aus der Bezeichnung des im Nordosten der Stadt Gladbach gelegenen, in die Niersniederung abfallenden Steuerbezirks „Niedergeburth“ ab. Im Gegensatz dazu trug der westlich von Gladbach gelegene Bereich den Namen Obergeburth. Die Niedergeburth wurde in den nördlichen Bereich Unterniedergeburth und den südlichen Bereich Oberniedergeburth aufgeteilt. Der Name wird teilweise auch als Unter- oder Oberniedergebürth geschrieben, der hintere Wortbestandteil leitet sich vom Begriff „bühren“ (= erheben, einfordern) ab, der heute noch in dem Wort „Gebühr“ enthalten ist.

## Verwaltung
An der Spitze der Verwaltung standen ein ehrenamtlicher Munizipalagent bzw. Maire sowie ein unbesoldeter "adjoint maire", also Beigeordneter. Der Gemeinderat bestand anfangs aus fünf, später aus sieben Mitgliedern. Der Verwaltung oblag hauptsächlich die Führung der neu eingeführten Zivilstandsregister sowie die Aufstellung des genehmigungspflichtigen Haushaltsplans.
Ein eigenes Rathaus besaß Unterniedergeburth nicht, die Amtsgeschäfte wurden in den Privatwohnungen der Agenten, Maires oder Bürgermeister abgehalten. 1809–1811 und 1820–1836 wurde Unterniedergeburth durch die Bürgermeister der Stadt Gladbach in Personalunion verwaltet, die laufenden Amtsgeschäfte in der Gemeinde, vorwiegend die Führung der Personenstandsbücher, besorgten zu dieser Zeit die jeweiligen Beigeordneten.

## Einwohner
Die Bürgermeisterei Unterniedergeburth hatte nach offiziellen Zählungen in den Jahren 1798 = 2341, 1821 = 2324 und 1830 = 2505 Einwohner.
Der überwiegende Teil gehörte der katholischen Religion an, die seit 1802 mit der zur Pfarrkirche umgewidmeten Klosterkirche ein eigenes Gotteshaus unterhielt, der geringe evangelische Bevölkerungsanteil besuchte den Gottesdienst in Gladbach.

## Katastergemeinde
Der Katasterbereich von Unterniedergeburth wich im Namen und im Umfang von der Zivilgemeinde ab. Seit der Erstellung eines Urkatasters in den Jahren 1812/1813 lautete der Name "Neuwerk", er bezieht sich auf das in der Gemeinde gelegene ehemalige Benediktinerinnenkloster. Die Honschaft Uedding, die noch zur Nachbarbürgermeisterei Oberniedergeburth gehörte, ist schon 1812 Teil der Katastergemeinde Neuwerk. Es scheint also, dass bereits weit vor 1836 die Absicht bestand, auch den Namen der Zivilgemeinde in Neuwerk zu ändern. Zur Umsetzung kam es allerdings zur damaligen Zeit nicht.